# 亀山社中 (バンド)
亀山社中（かめやましゃちゅう）は、日本のバンド。

## 概要
さだまさしのかつてのバックバンド。
さだは長崎市出身であり、亀山社中跡は彼の通っていた長崎市立伊良林小学校に近い場所にある。
前身のバンドは、メンバーが固定されるようになってからサーカスと名付けられたが同名のグループがヒットして有名になったこともあり元祖サーカスに名称を変更した。その後、ふりーばる〜んに改め活動していたが1983年にリーダーの福田幾太郎が事故死したことにより、メンバーの総意で立山の加入までエレキギターのない欠番状態で演奏した。
1990年のさだのアルバム『夢回帰線II』に全曲協力するなどしたが、1990年代前半からバックバンドのメンバーが入れ替わり亀山社中の名は使われなくなっていった。2002年のさだまさし30周年記念コンサート『月虹～moonbow』の第五夜に再登場した。
現在は不定期に集まっては演奏活動を続けている。また、現在のさだのコンサートバックバンドとしては、さだ工務店がある。

## 亀山社中メンバー
- エレクトリックベース - 福田郁次郎（バンドリーダー）
- エレクトリック・ギター - （福田幾太郎→）立山健彦（楽曲によってはアコースティック・ギター）
- アコースティック・ギター - 坂元昭二（楽曲によってはエレクトリック・ギター）
- ピアノ・キーボード - 信田かずお→石川清澄
- マリンバ・パーカッション、キーボード - 宅間久善
- ドラムス - （山本富士男→）井上広基
  - 福田幾太郎と山本富士男は、前身となるバンド時代のメンバー。